# ロウ (小惑星)
ロウ (5412 Rou) は小惑星帯にある小惑星。リュドミーラ・ジュラヴリョーワがクリミア天体物理天文台で発見した。
ロシア人の俳優アレクサンドル・ロウに因んで名付けられた。